# Kimmat Daghlabasz
Kimmat Daghlabasz (arab. قمة داغلباش) – wieś w Syrii, w muhafazie Aleppo. W 2004 roku liczyła 304 mieszkańców.